# 藤代謙二
藤代 謙二（ふじしろ けんじ、1947年または1948年 - ）は、日本の地方公務員。元千葉市副市長。瑞宝中綬章受章。

## 人物・経歴
千葉市役所入庁、2004年 (平成16年) 4月 安藤正美の後任として総務部長、2007年4月 小島一彦助役の後任として千葉市副市長就任。財団法人千葉市駐車場公社、千葉市土地開発公社を解散。2011年4月 副市長再任。千葉市の幹部職員の間では「困ったときの藤代さん」と言われ、仕事で行き詰まった職員が相談すると調整役として奔走した。2015年3月 副市長退任。後、千葉市を美しくする会会長。

## 2009年千葉市長選挙
2009年、鶴岡啓一市長の辞職に伴い、藤代は市長職務を代行。千葉市長選挙では元副市長の林孝二郎と元千葉市議会議員の熊谷俊人らが争い、熊谷が当選した。藤代は林を応援した経緯から辞意を示したが、熊谷は「職員からの信頼も厚く、人間力に富み、私と職員をつなぐ存在として非常に貴重な存在」と藤代を評価。熊谷からの慰留をしばらく保留したが続投を決意した。

## 栄典
- 2018年 春の叙勲で瑞宝中綬章を受章[1]